# Pedro Nolasco da Silva
Pedro Nolasco da Silva CvC (Macau, 6 de Maio de 1842 - Macau, 12 de Outubro de 1912) foi um ilustre intérprete-tradutor, professor, funcionário público, escritor, jornalista e dirigente associativo macaense. Entre outros cargos importantes, foi presidente do Leal Senado, sócio-fundador e presidente da Associação Promotora da Instrução dos Macaenses, fundador e director da Escola Comercial Pedro Nolasco, chefe do Expediente Sínico e provedor da Santa Casa da Misericórdia.

## Biografia
De nacionalidade portuguesa e nascido no dia 6 de Maio de 1842 numa família macaense de antiga linhagem, Pedro Nolasco da Silva estudou no Seminário de São José. Já cedo, brilhou a sua inteligência na disciplina de Filosofia, na qual obteve alguns prémios escolares. Mais tarde, tornou-se aluno intérprete na Procuratura dos Negócios Sínicos, onde aprofundou os seus conhecimentos da língua, cultura e literatura chinesas, nomeadamente os textos clássicos chineses.
Porém, aos 24 anos, ele decidiu emigrar para Hong Kong, onde se tornou num dos primeiros correspondentes e editores do jornal "Hong Kong Daily Press". Mas, quando apanhou malária e já sofrendo antes de diabetes, ele decidiu regressar a Macau e à Procuratura dos Negócios Sínicos. No dia 15 de Maio de 1868, já depois do seu regresso, Pedro Nolasco da Silva casou com a Edith Maria Angier.
Em 1870, o Governo de Portugal decidiu expulsar todos os professores estrangeiros das escolas católicas que operavam no Império português. Esta decisão afectou seriamente a educação portuguesa em Macau, já que o único estabelecimento ocidental de ensino que funcionava bem naquela altura era o Seminário de São José, cujos professores eram maioritariamente jesuítas estrangeiros. Apesar dos protestos dos cidadãos de Macau, esta decisão foi aplicada e o Seminário foi profundamente reestruturado. Em 1871, para minimizar esta tragédia, um grupo de 19 cidadãos lusófonos ricos e influentes de Macau, nomeadamente Pedro Nolasco da Silva, decidiram fundar a Associação Promotora da Instrução dos Macaenses (APIM), uma sociedade por quotas de matriz portuguesa vocacionada para o desenvolvimento da educação local. Um dos objectivos iniciais e principais da APIM foi instituir um estabelecimento de ensino, centrado no sector do comércio, que permitisse aos macaenses e outros residentes de Macau ocuparem cargos importantes na função pública ou em empresas de Hong Kong e Xangai.
Depois de ultrapassar várias dificuldades, no dia 8 de Janeiro de 1878, o tão desejado estabelecimento de ensino entrou finalmente em funções e foi designado de Escola Comercial. Mais tarde, reconhecendo a grande colaboração e esforço de Pedro Nolasco da Silva na criação desta escola, ela passou a ser chamada de Escola Comercial Pedro Nolasco, na qual ele foi o seu primeiro director.
Sendo um homem culto com visão, Pedro Nolasco da Silva introduziu na educação portuguesa local o estudo dos principais valores neoconfucianos, cuja compreensão era fundamental para perceber a mentalidade e conduta dos chineses, que eram a maioria da população de Macau e das suas vizinhanças. Sendo um católico muito religioso e devoto, ele tinha um grande conhecimento em filosofia e teologia e foi presidente da Confraria da Imaculada Conceição.
Em 1885, o Expediente Sínico, que tinha por objectivo auxiliar os restantes serviços públicos nas relações com a comunidade chinesa local, tornou-se independente da Procuratura dos Negócios Sínicos. Na sequência desta reestruturação, Pedro Nolasco da Silva foi escolhido para ser o primeiro chefe do Expediente Sínico, cargo que ele exerceu até 1892, quando ele se reformou da função pública. Esta nomeação foi fruto da sua brilhante carreira de intérprete-tradutor, marcada pela tradução de textos clássicos chineses para a língua portuguesa, de documentos oficiais do português para o chinês e vice-versa e dos seus serviços de tradutor prestados em várias missões oficiais no estrangeiro. A sua missão oficial mais importante foi em 1887, já então como chefe do Expediente Sínico, quando ele auxiliou em Pequim o representante português Tomás de Sousa Rosa nas negociações do Tratado Luso-Chinês de 1887, cujo artigo segundo afirmava que "a China confirma, na sua íntegra, o artigo 2º do protocolo de Lisboa, que trata da perpétua ocupação e governo de Macau por Portugal". O seu profundo conhecimento da língua chinesa permitia-lhe também traduzir e comunicar em cinco dialectos chineses diferentes, tais como o mandarim e o cantonense.
Além de intérprete-tradutor, ele foi também professor de chinês no Seminário de São José, no Liceu de Macau e no Instituto Industrial e editor dos jornais "Echo do Povo" (publicado em Hong Kong), "O Macaense" e "Echo Macaense". Sendo activo na política e no associativismo cívico e filantrópico, ele foi provedor da Santa Casa da Misericórdia, presidente do Leal Senado, fundador e presidente da Associação Promotora da Instrução dos Macaenses, inspector da educação pública, presidente da Associação dos Proprietários do Teatro D. Pedro V, fundador do Asilo dos Orfãos, vogal do Conselho da Província (1892), vogal do Tribunal de Contas (1897), vogal do Conselho do Governo (1899) e oficial do Batalhão Nacional. Ele teve também algumas experiências empresariais, sendo membro da direcção da Companhia de Cimento da Ilha Verde (1891) e fundador da Farmácia Popular (1895).

## Obra
Pedro Nolasco da Silva deixou uma vasta obra escrita, o que inclui as suas inúmeras traduções, sendo na sua maioria sobre a língua e cultura chinesas. Destacam-se as seguintes obras:
- "Círculo de Conhecimentos em Português e China. Para uso dos que principiam a aprender a língua chinesa", 1884;
- "Fábulas", 1884;
- "Frases Usuais dos Dialectos de Cantão e Peking", 1884;
- "Gramática Prática da Língua Chinesa", 1886;
- "Os Rudimentos da Língua Chinesa para Uso dos Alunos da Escola Central do Sexo Masculino", 1895;
- "Manual da Língua Sínica, Escrita e Falada", 1903;
- "Ao Público: Em Defesa da Associação Promotora da Instrução dos Macaenses agredida pelo Boletim do Governo Eclesiástico da Diocese de Macau, pelo Presidente da mesma Associação", 1908;
- "Bússola do Dialecto Cantonense", 1911;
- "Livro para o Ensino da Literatura Nacional", 1912.

É de salientar que no "Manual da Língua Sínica, Escrita e Falada" está uma tradução portuguesa de Pedro Nolasco da "Amplificação do Santo Decreto", do Imperador Yongzheng. Segundo o seu ilustre tradutor, este livro chinês "está escrito em estilo moderno, elegante e claro, [e] contém um esboço interessante e instrutivo dos princípios da moral chinesa".

## Família e condecorações
Oriundo de uma antiga família macaense radicada em Macau já pelo menos no século XVIII, Pedro Nolasco da Silva era filho de Pedro Nolasco da Silva (1803-1874) e de Severina Angélica Baptista (1805-1875). No dia 15 de Maio de 1868, ele casou em Macau com Edith Maria Angier, filha ilegítima de Fredrick John Angier, um contabilista inglês, e Sara Carroll, que foi identificada como "chinesa", com quem teve dez filhos.
- Porfírio Maria Nolasco da Silva (1869-1957)
- João Frederico Nolasco da Silva (1871-1951)
- Edith Maria Constança Nolasco da Silva (1873-?)
- Pedro Nolasco da Silva Jr. (1876-1946)
- José Maria Nolasco da Silva (1878-1960)
- Laura Maria Nolasco da Silva (1880-1968)
- Luís Gonzaga Nolasco da Silva (1881-1954)
- Henrique Maria Nolasco da Silva (1884-1969)
- Maria da Natividade Nolasco da Silva (1886-1914)
- Angelina Maria Emília Nolasco da Silva (1890-?)

Morreu no dia 12 de Outubro de 1912, em Macau, com 70 anos de idade. Logo após a sua morte, o Leal Senado proclamou-o "Cidadão Honorário de Macau" e, até hoje, um retrato seu continua a figurar no Salão Nobre do Leal Senado. Antes da sua morte, ele foi condecorado com o título honorífico de "Cavaleiro da Ordem Militar de Cristo". Actualmente, existe pelo menos uma via pública de Macau que foi baptizado com o nome de "Rua Pedro Nolasco da Silva". Houve também em Macau duas escolas com o nome deste ilustre macaense: "Escola Primária Oficial Pedro Nolasco da Silva" (Central) e "Escola Comercial Pedro Nolasco"; ambas extintas e antecessoras da Escola Portuguesa de Macau.